# Gryllotalpa gracilis
Gryllotalpa gracilis är en insektsart som beskrevs av Lucien Chopard 1930. Gryllotalpa gracilis ingår i släktet Gryllotalpa och familjen mullvadssyrsor. Inga underarter finns listade i Catalogue of Life.